# Schleidenpark

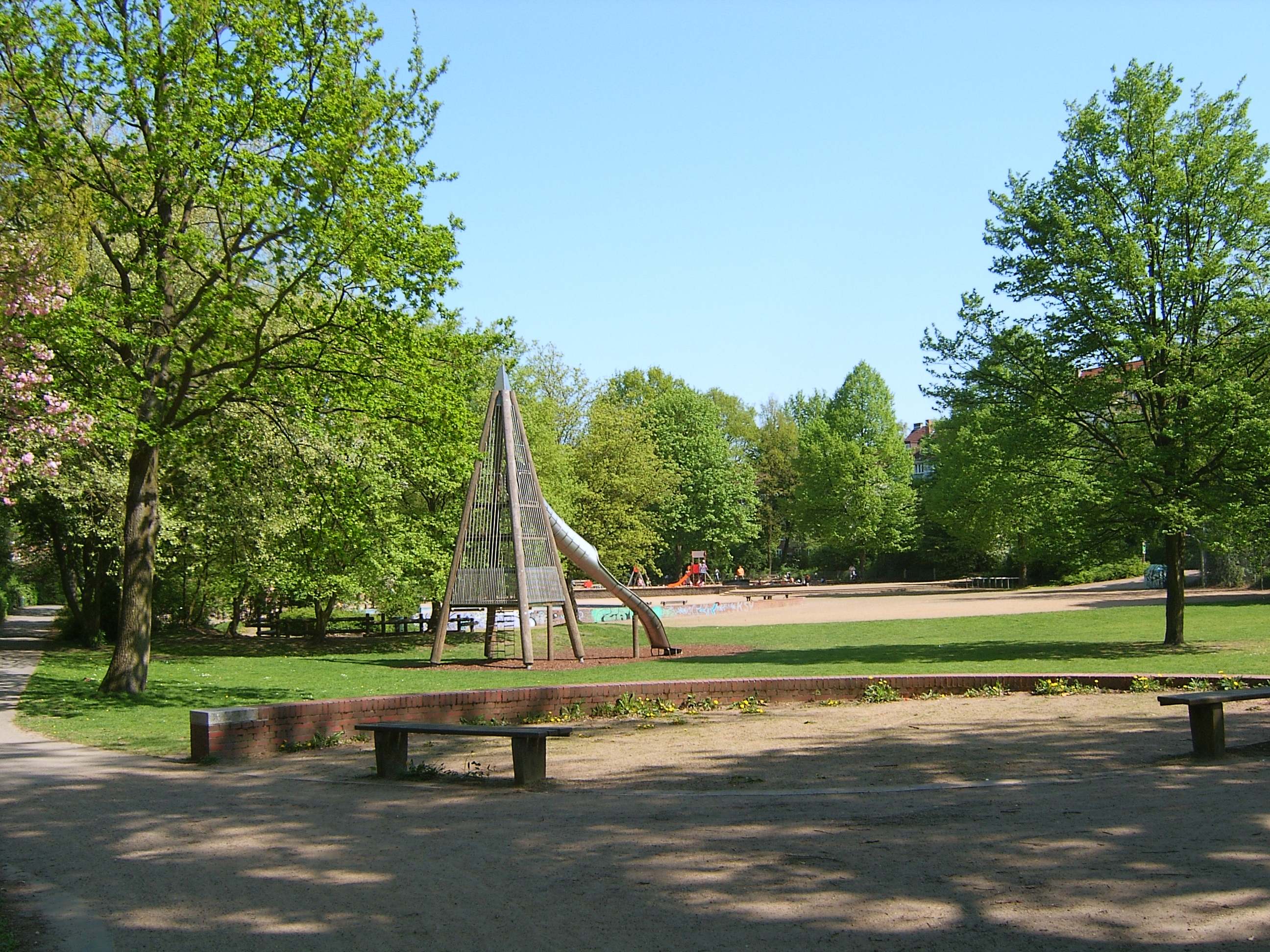
Der Schleidenpark im Mai 2006

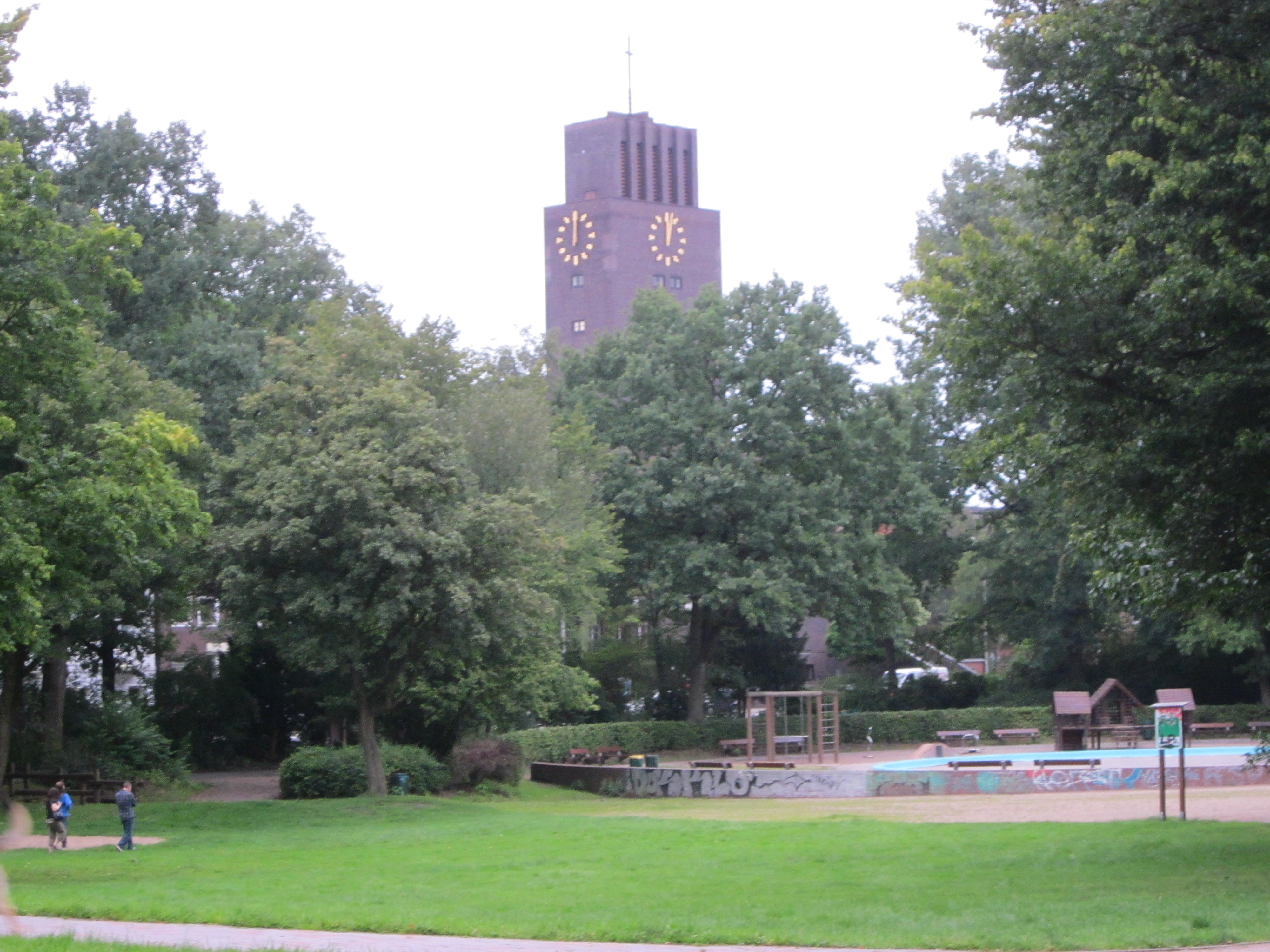
Der Schleidenpark und die 1927–29 nach Plänen von Emil Heynen errichtete Bugenhagenkirche

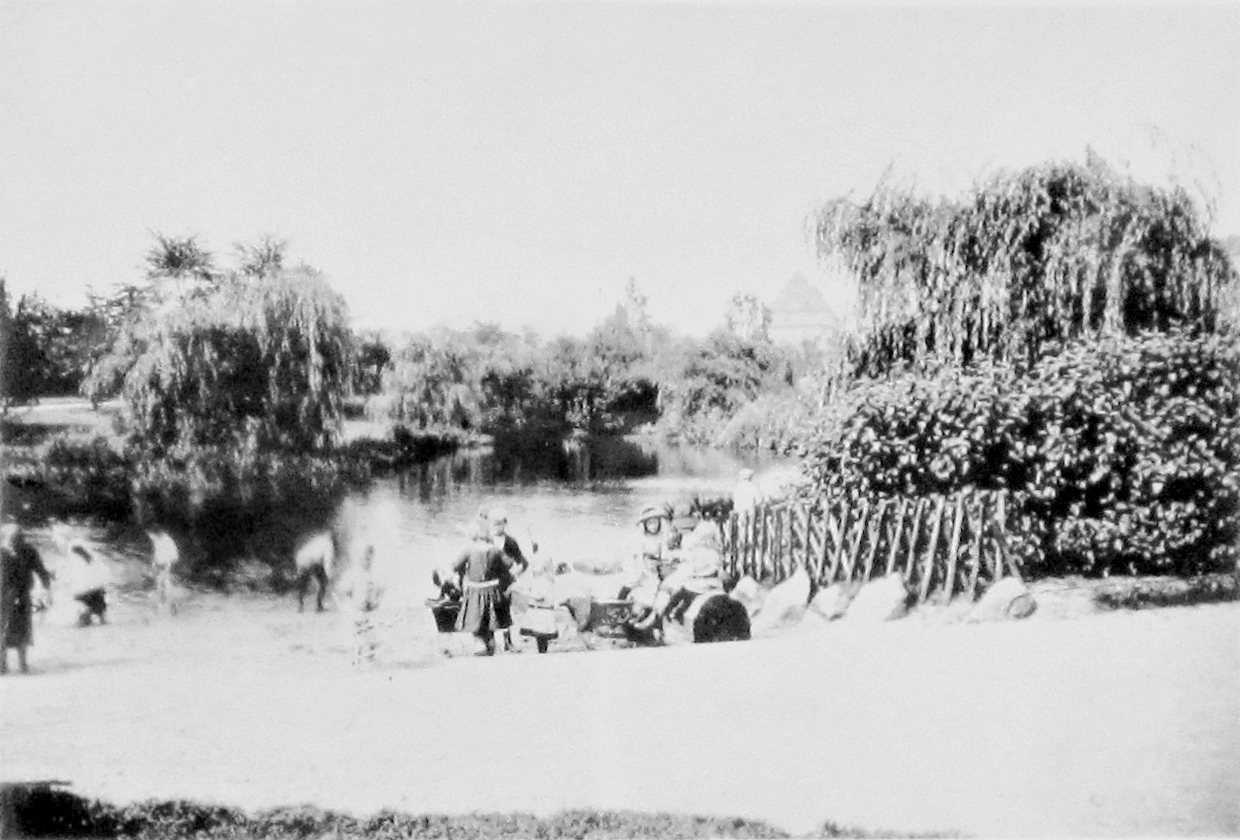
Der untere Teich im Schleidenpark vor 1914. Im Hintergrund die 1910/12 erbaute Schule in der Schleidenstraße, das heutige Arbeitsgericht

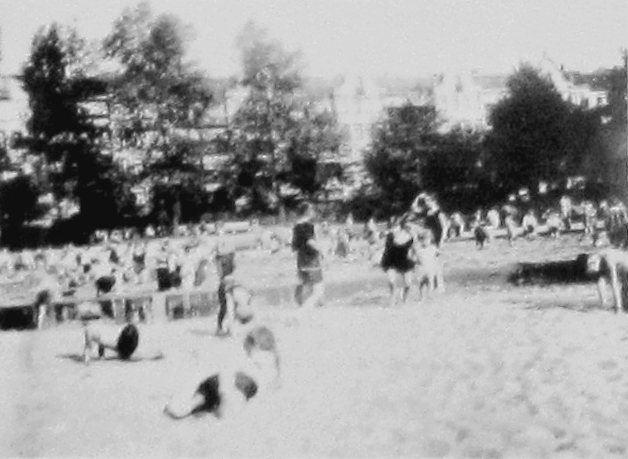
Der Schleidenpark zwischen den Weltkriegen. Der untere Teich wurde nach 1918 durch ein Kinderplanschbecken mit Sandstrand ersetzt.

Der Schleidenpark wurde 1903/04 am Stadtrand von Hamburg-Barmbek-Süd auf offenem Gelände als erster öffentlicher Park in einem Hamburger Arbeiterstadtteil angelegt. Die ihn umgebenden Straßen wurden 1947 nach der Verstädterung Biedermannplatz genannt.

## Lage
Der Schleidenpark liegt in Hamburg-Barmbek am Biedermannplatz. Die 1,3 ha große Grünfläche hat offiziell keinen Namen, aber für viele Barmbeker und in der Literatur heißt sie immer noch Schleidenpark.

## Geschichte
Der Park erhielt seinen Namen von dem Hamburger Botaniker Matthias Jakob Schleiden. Die ihn an den Längsseiten flankierenden Straßen hießen früher Schleidenplatz und die von Norden zu ihm führende Straße heißt nach wie vor Schleidenstraße.
Der Park wurde 1903/04 mit zwei Teichen und einem kreisrunden „Kindertummelplatz“ angelegt. Die sogenannten „Brezelwege“ dienten der Naturimitation und spielerischen Landschaftsinszenierung des Parks. Die naturnahen Teiche waren durch einen kleinen Wasserfall miteinander verbunden und wurden von Kindern zum Planschen benutzt. Für die Einhaltung der Parkordnung und Sauberkeit gab es einen Parkwärter sowie ein Fachwerk-Toilettenhaus.
Otto Linne, der Leiter des städtischen Grünamtes, veranlasste 1930 eine Umgestaltung der Anlage, um weitere Freizeitaktivitäten aufnehmen zu können. Bis zum Zweiten Weltkrieg wurde der Schleidenpark in den Sommermonaten immer intensiv genutzt. In der Nachkriegszeit wurde der Baumbestand wegen Kohlenmangels weitgehend als Brennholz abgeholzt.
1947 bekam der inzwischen verstädterte Platz den Namen des sozialdemokratischen Bürgerschafts- und Reichstagsabgeordneten Adolf Biedermann, der mehrere Jahre in der Nähe des Schleidenplatzes gewohnt hat. Biedermann hatte erfolgreich eine Schlosserlehre absolviert und kam im Mai 1933 bei einer Zugfahrt während der Rückkehr aus dem Rheinland ums Leben. Es wird vermutet, dass er bei einem Streit mit einer nationalsozialistischen Schlägergruppe von dieser erschlagen und dann aus dem Zug geworfen wurde.

## Nachweise
1. ↑  Behörde für Stadtentwicklung und Umwelt: Biedermannplatz.
2. ↑  Bildarchiv Hamburg: Biedermannplatz I.
3. ↑  Barmbeker Geschichtstafel Nr. 1 am Hamburger Biedermannplatz.
4. ↑  Barmbeker Geschichtstafel Nr. 2 am Hamburger Biedermannplatz.

Koordinaten: 53° 34′ 53,6″ N, 10° 1′ 59,3″ O